# Wybory parlamentarne na Białorusi w 2004 roku
Wybory parlamentarne na Białorusi w 2004 roku – niedemokratyczne wybory, które odbyły się 17 października 2004 roku. Wszystkie mandaty zdobyli zwolennicy Aleksandra Łukaszenki. W wyborach wystartowała antyłukaszenkowska, socjalistyczna koalicja „5+”. W jej skład wchodziły m.in. Zjednoczona Partia Obywatelska, Białoruski Front Ludowy, Partia Komunistów Białoruska, Partia Pracy (zdelegalizowana decyzją Sądu Najwyższego w sierpniu 2004 r. m.in. za „nieprawidłowe informacje o swym adresie”) i Białoruska Partia „Zieloni”, Białoruska Socjaldemokratyczna Partia (Hramada). Kandydaci opozycji byli bici i aresztowani przez KGB. Oprócz wyborów parlamentarnych odbyło się także referendum konstytucyjne które znosiło ograniczenie ilości kadencji prezydenta. Skutkiem wyborów parlamentarnych w 2004 roku były masowe aresztowania opozycjonistów między innymi Mikałaja Statkiewicza.
| Party                                                  | Liczba Deputowanych  | Liczba Deputowanych     |
| Party                                                  | Nominowani kandydaci | Liczba wybranych posłów |
| ------------------------------------------------------ | -------------------- | ----------------------- |
| Liberalno-Demokratyczna Partia                         | 38                   | 1                       |
| Zjednoczona Partia Obywatelska                         | 37                   | 0                       |
| Partia BNF                                             | 30                   | 0                       |
| Komunistyczna Partia Białorusi                         | 8                    | 8                       |
| Białoruska Partia Lewicy „Sprawiedliwy Świat”          | 30                   | 0                       |
| Białoruska Socjaldemokratyczna Partia (Hramada)        | -                    | -                       |
| Republikańska Partia Pracy i Sprawiedliwości           | 0                    | 0                       |
| Białoruska Partia Patriotyczna                         | 0                    | 0                       |
| Białoruska Partia Zieloni                              | 0                    | 0                       |
| Konserwatywno-Chrześcijańska Partia – BNF              | 0                    | 0                       |
| Party „Białoruska Socjaldemokratyczna Hramada»         | 11                   | 0                       |
| Socjaldemokratyczna Partia Zgody Ludowej               | 4                    | 0                       |
| Partii Republikańskiej                                 | 3                    | 0                       |
| Białoruska Partia Agrarna                              | 3                    | 3                       |
| Białoruska Partia Socjalno-Sportowa                    | 0                    | 0                       |
| Partia Wolności i Postępu                              | 0                    | 0                       |
| Białoruska Chrześcijańska Demokracja Party             | 0                    | 0                       |
| Białoruska Partia Robotników                           | 0                    | 0                       |
| Białoruska Socjaldemokratyczna Partia (Ludowa Hramada) | 28                   | 0                       |